# Asesinato de Heather Strong
Heather Strong (Starkville, Misisipi; 23 de marzo de 1982 - condado de Marion, Florida; 3 de octubre de 2009) fue una mujer estadounidense que fue secuestrada y asesinada por Emilia Lily Carr, quien rivalizaba por el amor del hombre con el que Strong estaba casada.
Pese a que negó cualquier culpa, y alegó que sus declaraciones fueron tomadas bajo coacción, Carr fue declarada culpable en diciembre de 2010 y condenada a muerte por inyección letal en febrero de 2011. Carr era una de las cinco mujeres condenadas a muerte en el estado de Florida. El 19 de mayo de 2017, Emilia Carr fue condenada de nuevo a cadena perpetua sin posibilidad de libertad condicional. Joshua Fulgham (marido de Heather Strong y coacusado de Carr) fue condenado igualmente por asesinato en primer grado y secuestro en relación con la muerte. En un juicio separado, en el que se declaró culpable, Joshua Fulgham recibió dos condenas consecutivas de cadena perpetua por su participación en el asesinato de Strong.

## Antecedentes
Emilia Lily Carr (de soltera Yera) nació el 4 de agosto de 1984. Era la segunda de tres hermanas. Un psicólogo estimó que su cociente intelectual era de 125. A los 15 años, denunció a su padre por maltrato ante su colegio, pero retiró su declaración ante las autoridades. En febrero de 2004, el padre de Carr fue condenado por intentar solicitar el asesinato de su familia (Emilia, su madre y una de sus hermanas) y fue sentenciado a cuatro años de prisión.
Carr se había casado dos veces y solicitó una orden de alejamiento contra uno de sus exmaridos por violencia doméstica. Fue condenada a dos años de libertad condicional por su participación en el robo de aves exóticas por parte de su exmarido. Carr tenía tres hijos en ese momento, uno de ellos con su exnovio Jamie Acome. En el momento del asesinato, estaba embarazada de ocho meses de un hijo que se presume que era de Joshua Fulgham.
En noviembre de 2008, Carr se comprometió con Joshua Damien Fulgham, quien en cambio se casó con Heather Strong un mes después. Sin embargo, Carr mantuvo el contacto con ellos y cuidaba a los dos hijos de Strong, según la familia de Carr. En enero de 2009, Fulgham fue arrestado por amenazar a Strong con una escopeta, pero fue puesto en libertad después de que se retiraran los cargos por agresión agravada con arma de fuego. Más tarde, los investigadores descubrieron que Carr había amenazado a Strong con un cuchillo para obligarla a retirar su denuncia penal. Carr y Fulgham reanudaron su relación, mientras que Strong comenzó a salir con otra persona. Fulgham y Strong se vieron envueltos en una batalla legal por la custodia de sus dos hijos.

## Asesinato
En febrero de 2009, Heather Strong, entonces residente de Citra, una zona no incorporada dentro del condado de Marion (Florida), de 26 años, desapareció mientras trabajaba en un restaurante Iron Skillet en una gasolinera Petro junto a la Interestatal 75 en Reddick. Su desaparición se denunció el 15 de febrero. Sus restos fueron descubiertos el 19 de marzo, en una tumba poco profunda junto a un remolque de almacenamiento en Boardman, cerca de McIntosh (Florida). Carr fue detenida el 24 de marzo, después de que los investigadores observaran la frecuencia de sus declaraciones a las autoridades, diez en total sin la presencia de un abogado. Los detectives también grabaron un audio encubierto de Carr discutiendo los detalles del crimen con la hermana de Fulgham. Carr, que en ese momento estaba embarazada de siete meses del hijo de Fulgham, engañó a Strong para que entrara en el remolque de almacenamiento situado detrás de la casa de la madre de Carr, María, y le colocó una bolsa de plástico en la cabeza después de intentar sin éxito romperle el cuello. Strong finalmente murió por asfixia mientras estaba atada con cinta adhesiva a una silla de ordenador.
El exmarido de Strong, Joshua Fulgham, fue detenido como sospechoso de fraude por utilizar las tarjetas de crédito de ella después de su desaparición. Más tarde, en marzo de 2009, Carr dio a luz a su cuarto hijo mientras se encontraba detenida en la cárcel del condado de Marion; su familia obtuvo la custodia de sus tres hijos mayores, mientras que su hija con Fulgham ha sido adoptada. Carr confesó ante los investigadores, pero afirmó que solo lo había hecho con la esperanza de reunirse con sus hijos.

## Juicios de Emilia Carr y Joshua Fulgham
Emilia Carr y Joshua Fulgham renunciaron a su derecho a un juicio rápido durante su comparecencia por asesinato en abril de 2009. El fiscal Rock Hooker presentó inmediatamente una notificación de su intención de solicitar la pena de muerte debido a la naturaleza atroz del crimen. En noviembre de 2009, el juez estatal Willard Pope rechazó la solicitud de Emilia Carr de aplazar el juicio debido a sus preocupaciones sobre la preparación de la abogada defensora Candace Hawthorne. El 7 de diciembre de 2010, tras dos horas y media de deliberaciones, un jurado declaró a Carr culpable de asesinato en primer grado y secuestro. Durante la fase de determinación de la pena del juicio, la familia de Carr testificó en su favor afirmando que había sufrido traumas desde su infancia por los abusos sexuales de su padre y su abuelo. Sin embargo, el 10 de diciembre, el jurado votó por 7 a 5 a favor de la pena de muerte para Carr. El 22 de febrero de 2011 fue condenada formalmente a muerte por inyección letal.
Más de un año después de la condena de Carr por el asesinato de Heather Strong, su coacusado Joshua Fulgham fue juzgado por su presunta participación en el asesinato en abril de 2012. Carr, condenada a muerte en el anexo de la Institución Correccional de Lowell, no testificó en el juicio. La fiscalía detalló los aspectos espantosos del crimen. Tanto la fiscalía como los abogados defensores de Fulgham coincidieron en que los motivos del asesinato de Heather Strong fueron los celos y la traición. Al término del juicio, Fulgham fue condenado por asesinato en primer grado y secuestro. A pesar de la pena de muerte impuesta a su coacusada, el jurado de Joshua votó por 8 a 4 a favor de condenarlo a cadena perpetua sin posibilidad de libertad condicional y el juez siguió la recomendación del jurado.
Carr fue trasladada al anexo de la Institución Correccional Lowell en el condado de Marion el 23 de febrero de 2011. Era una de las cinco mujeres condenadas a muerte en Florida, siendo las otras cuatro Tiffany Cole, Margaret Allen, Ana María Cardona y Tina Brown. Carr también se convirtió en la primera mujer condenada a muerte en el condado de Marion desde la sentencia de Aileen Wuornos en 1992. El 19 de mayo de 2017, Emilia Carr fue condenada de nuevo a cadena perpetua sin posibilidad de libertad condicional.
Carr fue una de las muchas protagonistas del documental especial de la periodista y presentadora Diane Sawyer titulado A Nation of Women behind Bars.. En la cinta, Carr habla de su vida en el corredor de la muerte. En el momento del estreno del documental, Carr era la mujer más joven condenada a muerte en Estados Unidos.